# 艾哈迈德·哈桑·贝克尔
艾哈迈德·哈桑·贝克尔将军（General Ahmed Hassan al-Bakr；Aḥmad Ḥasan al-Bakr，1914年7月1日—1982年10月4日），伊拉克軍人，曾於1968年－1979年間統治伊拉克，出任總統和總理。

## 生平
贝克尔1914年7月1日生于奥斯曼帝国伊拉克提克里特，1932年學成的貝克爾執教於小學，1938年轉進伊拉克軍事學院，從此進入軍事領域。之後，從軍的他，因参加拉希德·阿里·盖拉尼反抗英国的军事行动，在1941年被囚禁和开除出军队。直到15年后才在1956年恢复军籍，同年他進入伊拉克最大政黨復興黨（阿拉伯社会主义复兴党伊拉克分支）。第二年（1957年）晋升为准将。此时贝克尔接触了自由军官和平民运动。1959年从伊拉克军队中被迫辞职，当时的伊拉克政权指责他是参与反政府活动。强制退休后，他成为复兴党伊拉克分支的军事局主席，逐漸掌管該黨政務，成為該黨黨魁。 即便如此，贝克尔仍保留他在阿拉伯社会主义复兴党伊拉克分支的影响力。阿卜杜勒-卡里姆·卡塞姆总理在斋月（2月8日）革命被推翻后，貝克爾被任命为总理。政府持续了一年多，在1963年11月被推翻。
阿拉伯社会复兴党政府从1963年下台后，貝克爾转入地下活动，成为直言不讳地批评政府的人士。在这一时期，他被选为复兴党伊拉克分支的总书记（首脑）并任命他的表弟萨达姆·侯赛因为副总书记。
1968年7月17日，貝克爾通过政变担任革命指挥委员会主席，并成為伊拉克總統，随后再次兼任总理，持續統治該國12年。1972年6月，伊拉克石油公司被國有化
。貝克爾統治期間石油價格高企，擁有石油資源的伊拉克實現經濟增長。伊拉克農村首次通電。同時政府与库尔德人之间的冲突加剧。1974年初，伊拉克政府军和库尔德民族主义者之间爆发了激烈战斗。1978年7月，貝克爾當局规定只有复兴党是伊拉克合法政黨，所有軍人若加入其他政党，将被处以死刑。1979年7月16日，他以“健康原因”告老引退，不再担任总统，仅保留革命指挥委员会主席的虚职，萨达姆則接任他成為該國總統和總理。貝克爾于1982年10月4日去世，死因没有公布。